# Southern Command (Inde)
Pour les articles homonymes, voir Southern Command (homonymie) et Armée du Sud (homonymie).
Southern Command est une formation de l'armée indienne, active depuis 1895. Elle vit des actions lors de l'intégration de plusieurs États princiers dans l'Inde moderne, pendant l'annexion indienne de Goa en 1961 et pendant les guerres indo-pakistanaises de 1965 et 1971. Le lieutenant-général C. P. Mohanty est l'actuel commandant de l'armée du Sud.

## Histoire
SOn quartier général est à Pune :
- XIIe corps à Jodhpur ;
- XXIe corps à Bhopal.